# No Straight Angles
No Straight Angles è il primo album studio della punk band svedese No Fun at All, pubblicato nel 1994 e ripubblicato il 16 aprile 1995 da Theologian Records.

## Tracce
1. Believers – 2:15
2. Wow and I Say Wow – 2:43
3. Strong and Smart – 2:43
4. Growing Old, Growing Cold – 1:55
5. I Can't Believe It's True – 2:04
6. It Won't Be Long – 2:13
7. I Am Wrong and I Am Right – 2:22
8. Wisdom? – 2:26
9. So It Sadly Goes – 2:16
10. Beachparty – 2:14
11. Evil Worms – 2:37
12. Days in the Sun – 1:23
13. So Many Times – 2:08
14. Nothing I Wouldn't Do – 1:49
15. Happy for the First Time – 2:06

### Bonus track (Theologian Records)[1]
1. Alcohol - 2:01
2. Don't Be a Pansy - 5:45

## Formazione
- Ingemar Jansson - voce
- Christer Johansson - chitarra
- Mikael Danielsson - chitarra
- Henrik Sunvisson - basso
- Kjell Ramstedt - batteria

## Cover
Strong and Smart è stata reinterpretata della band melodic death metal In Flames nell'album Clayman.